# Пудрия
Пудрия (болг. Пудрия) — село в Болгарии. Находится в Врачанской области, входит в общину Криводол. Население составляет 676 человек.

## Политическая ситуация
В местном кметстве Пудрия, в состав которого входит Пудрия, должность кмета (старосты) исполняет Росица Михайлова Митова (Болгарская социалистическая партия (БСП)) по результатам выборов правления кметства.
Кмет (мэр) общины Криводол — Николай Георгиев Иванов (Болгарская социалистическая партия (БСП)) по результатам выборов в правление общины.